# Пујени (Ђурђу)
Пујени (рум. Puieni) насеље је у Румунији у округу Ђурђу у општини Прунду. Oпштина се налази на надморској висини од 53 m.

## Становништво
Према подацима из 2002. године у насељу је живело 955 становника, од којих су сви румунске националности.